# Hausmeister

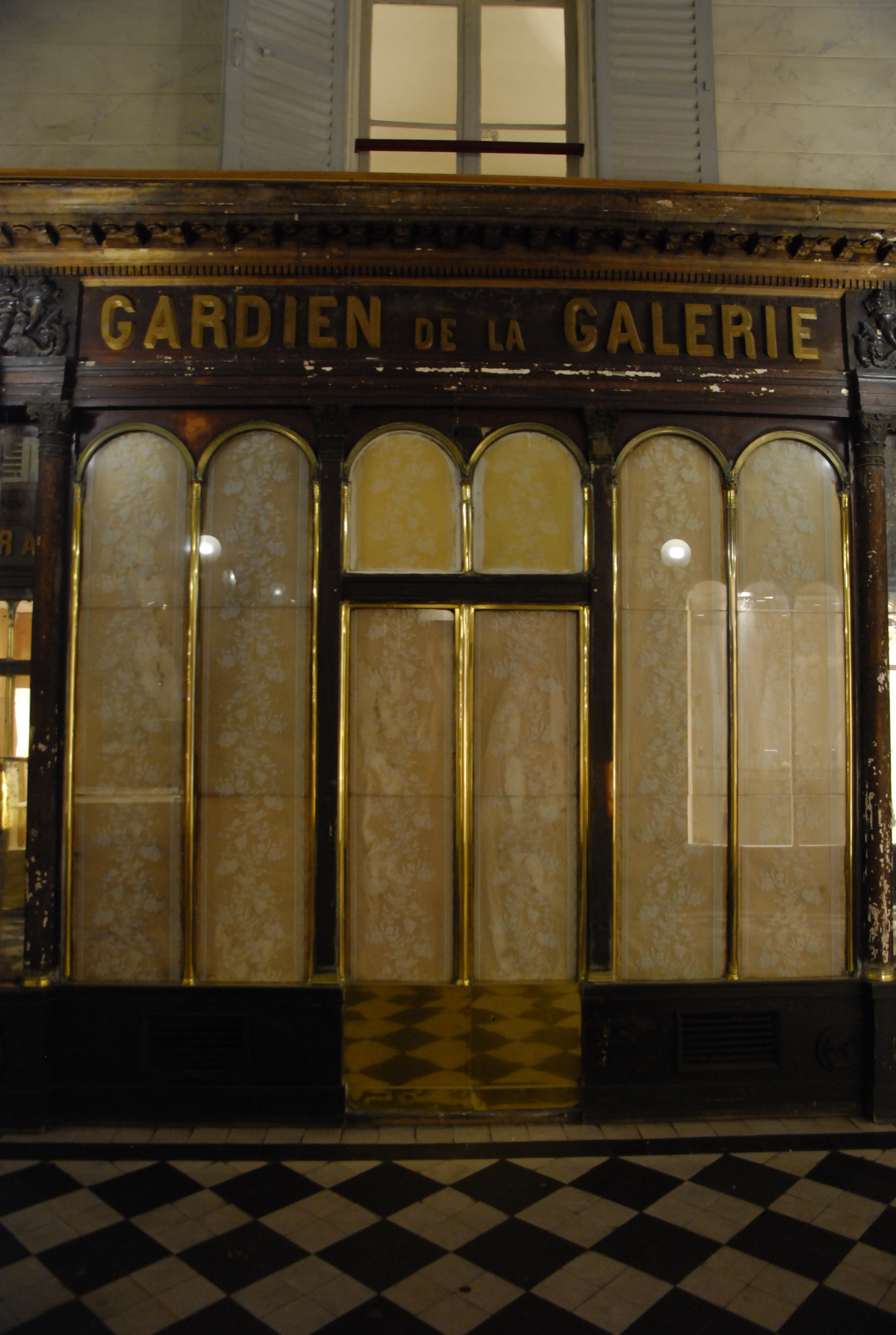
Alte Hausmeisterloge in einer historischen Ladenpassage in Paris

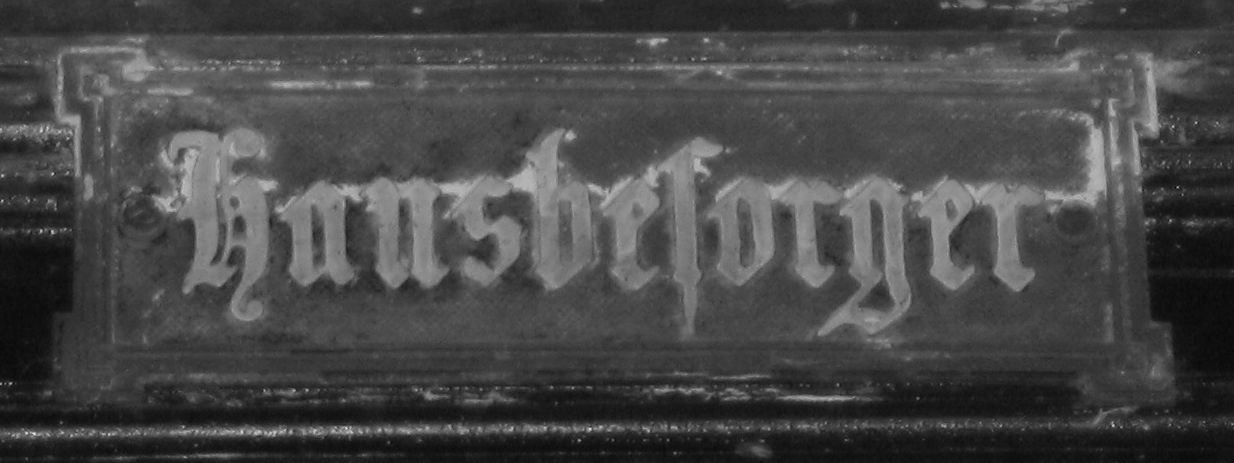
Hausbesorger-Plakette über einem Türrahmen in Wien

Ein Hausmeister oder Hauswart (in der Schweiz Abwart oder Hauswart, in Österreich Hausbesorger oder Hausbetreuer) beziehungsweise Schulwart an Schulen wird in der Regel vom Hauseigentümer oder einer Hausverwaltung eingesetzt und übernimmt als Gehilfe des Auftraggebers Aufgaben der Hausverwaltung, -betreuung und -überwachung. Oftmals wird er auch mit Reinigungsaufgaben und Instandhaltungsaufgaben betraut, wobei größere oder spezielle Aufträge an Fachfirmen erteilt werden, die er wiederum überwacht. Seine Aufgaben sind hausspezifisch und werden meist in Verträgen bzw. Leistungsverzeichnissen geregelt. Er achtet auf die Einhaltung der Hausordnung bzw. der Mieterpflichten. Besondere Vorkommnisse meldet er – ist aber auch meist Ansprechpartner für Mieter bei Problemen.
Häufig wohnt ein Hausmeister auch in dem Gebäude, das er betreut. Bei einer solchen Hausmeisterwohnung handelt es sich insbesondere bei größeren oder öffentlichen Anlagen rechtlich in der Regel um eine Werkdienstwohnung.
Eine Sonderform stellt die Zwischennutzung etwa nach dem Grundsatz „Bewachung durch Bewohnung“, in welcher auch Hausmeisteraufgaben fixiert werden können, dar.

## Hausmeister in Deutschland
In Deutschland gibt es für den Hausmeister keinen direkten Ausbildungsgang und die Bezeichnung ist rechtlich nicht geschützt. Es gibt inzwischen aber eine Vielzahl von Lehrgängen, Seminaren und Vorträgen von privaten und öffentlichen Trägern, die insbesondere der Aus-, Fort- und Weiterbildung dienen und z. T. sogar mit staatlich anerkannten Abschlüssen enden. Es ist üblich, dass die Bewerber einen oder mehrere Handwerksberufe erlernt haben, da zu ihren Aufgaben auch kleinere Reparaturen gehören. In vielen Fällen übertragen ihnen die Wohnungs- und Hauseigentümer sowie Hausverwaltungen weitere Aufgaben wie das Anfertigen von Übergabeprotokollen bei Mieterwechsel, Zählerablesungen, das Überwachen von Handwerkern oder die Kontrolle von Aufmaßen. Weitere typische Aufgaben eines Hausmeisters sind Objektbetreuungen, Grünanlagenpflege, Entrümpelungen, Winterdienst und Ähnliches.
Oft werden Hausmeister bei Nachbarschaftsstreitigkeiten, Ruhestörungen oder anderen Belästigungen (z. B. Rauchentwicklung beim Grillen) und Verstößen gegen die Hausordnung aufgefordert, einzugreifen – obwohl sie nur in wenigen Fällen eine rechtliche Befugnis dazu haben. Oft handelt es sich um ausschließlich die Streitenden betreffende, zivilrechtliche Auseinandersetzungen; dann kann der Hausmeister lediglich den Hauseigentümer oder die Wohnungseigentümerversammlung über den Sachverhalt informieren.

### Spezialisierte Dienstleister
Heute gibt es häufig Dienstleister, die nicht an ein Objekt gebunden sind und als Unternehmen oder auf selbständiger Basis für Pflege und technische Betreuung von Immobilien tätig und spezialisiert sind. Branchenübliche Bezeichnungen sind Hausmeisterservice (HMS) oder Facility-Services (Gebäudedienstleistungen), da diese nur im Auftrag handeln und die Entscheidungen über ihr Tun und Lassen von anderen getroffen werden (wie zum Beispiel vom Hausverwalter).
Vielmehr erwartet man von solchen Dienstleistern eine große Bandbreite angebotener Leistungen in hoher Qualität, z. B. Instandhaltung der Haustechnik sowie von Grün- und Freiflächen, handwerkliche Tätigkeiten, Reparaturen bis hin zu komplexen Aufgaben wie der Betreuung von Umbaumaßnahmen in großen Mehrfamilienhäusern. Großkunden beziehungsweise Eigentümer großer Objekte werden in aller Regel die Vorlage von Referenzen sowie eine jederzeitige Verfügbarkeit oder eine entsprechende personelle Ausstattung verlangen. Zum Umfang der Tätigkeiten gehört in solchen (aber – bedingt durch Modernisierung und Technisierung – mehr und mehr auch in kleineren) Objekten bzw. für kleinere oder selbständige Dienstleister neben der Haus- und Gartenpflege vor allem die Überwachung und Bedienung aller technischen Anlagen wie Heizungs-, Klima-, Aufzugs-, Garagenanlage etc.
Daraus kann ein Problem für kleine Dienstleister erwachsen, wenn Kunden bei Beauftragung oder im Laufe der Auftragserfüllung die Erbringung von Leistungen erwarten, die seine fachlichen und/oder juristischen Fähigkeiten überschreiten. Berührt werden dabei u. a. Haftungsfragen, das Handwerks- und Gewerberecht. Hilfestellung gibt den Dienstleistern ggf. die zuständige IHK (Industrie- und Handelskammer), deren Mitglied sie zwangsweise sind. Insbesondere gilt dies für die Abgrenzung zulassungsfreier (erlaubter) handwerklicher Tätigkeiten von den zulassungspflichtigen Tätigkeiten, die eine Meisterqualifikation verlangen. Manchmal beobachten Handwerkskammern, ob Hausmeister Tätigkeiten ausführen, für die ein Meisterbrief vorgeschrieben ist.
2003 wurde die Vorschriften für einige Handwerksbereiche gelockert, d. h. Hausmeister dürfen seitdem mehr Tätigkeiten ausführen als zuvor.
Die Diskussion um die Ausbildung bis hin zur Meisterpflicht in Deutschland hält an.
Die wissenschaftliche Disziplin nennt sich Facilitymanagement.

## Hausbesorger/Hausbetreuer in Österreich
Das Hausbesorgergesetz, 1969 vom österreichischen Parlament beschlossen, ist ein Teil des Arbeitsrechts. Es geht zurück auf Gesindeordnungen. Um 1900 stellte die Judikatur klar, dass das Hausbesorgerdienstverhältnis keine Variante einer Gesindeordnung sein könne. Der rechtliche Eigencharakter verlangte eine sondergesetzliche Regelung. Ein niederösterreichisches Landesgesetz vom 15. Juni 1910 stellte deshalb die ersten Richtlinien für Hausbesorger und Hauseigentümer über den Hausbesorgerdienstvertrag auf. 1913 erfolgte eine Revision. 1921 schuf das Bundesland Wien durch Landesgesetz die „Wiener Hausbesorgerordnung“. Sie war nach der Aufhebung durch den Verfassungsgerichtshof im Mai 1922 Vorbild für die am 13. Dezember 1922 als Bundesgesetz beschlossene Hausbesorgerordnung. Die HBO 1922 wurde einige Male abgeändert, vor allem 1957 durch eine Gesetzesnovelle. Als deren wesentliche Verbesserung des Hausbesorgerrechtes gilt die Aufhebung der Anwesenheitspflicht für den Hausbesorger und die Verankerung seines unmittelbaren Entgeltanspruches gegenüber dem Hauseigentümer. Die erste größere Novelle zur HBO 1922 erfolgte somit nach rund 35 Jahren.
Der wohl sehr lange Zeitraum ist sicherlich zu einem erheblichen Teil in der damaligen innenpolitischen und wirtschaftlichen Struktur Österreichs begründet. In der Zweiten Republik war daher die Gewerkschaft Persönlicher Dienst, insbesondere auch nach 1957, ständig bemüht, die soziale und arbeitsrechtlich unbefriedigende Stellung des Hausbesorgers aufzuzeigen und zu verbessern. Im Sommer 1967 überreichte der ÖGB dem Bundesministerium für soziale Verwaltung einen Entwurf zur Neufassung der Hausbesorgergesetz (HBO). Darauf gestützt beauftragte der damalige Sozialminister Grete Rehor mit der Ausarbeitung eines Ministerialentwurfs. Das Gesetz wurde am 11. Dezember 1969 einstimmig vom Nationalrat verabschiedet und ist seit dem 1. Juli 1970 wirksam. Seit Juli 2000 ist das Hausbesorgergesetz nur mehr auf zu diesem Zeitpunkt bereits bestehende Dienstverhältnisse anzuwenden. Seitdem ist der „Hausbetreuer“, wie er zur Unterscheidung vom auslaufenden „Hausbesorger“ nunmehr genannt wird, arbeitsrechtlich ein normaler Beruf ohne spezielle Vorrechte.
In Wien wurde im Februar 2010 eine Volksbefragung durchgeführt, ob sich die Stadt Wien auf bundesgesetzlicher Ebene wieder für die Möglichkeit der Einführung von Hausbesorgern einsetzen soll. Eine Mehrheit der Wähler befürwortete dies.

## Hausmeister in der Schweiz
In der Schweiz gibt es die Ausbildung zum eidgenössisch diplomierten Hausmeister. Jedoch heißt es in der Schweiz „Fachmann Betriebsunterhalt“. Das Bundesamt für Berufsbildung und Technologie (BBT) genehmigte die Prüfungsordnung dieser höheren Fachprüfung (HFP) am 7. März 2005.
Hausmeister sind die Vorgesetzten der im Hausdienst tätigen Personen, wie Hauswart mit eidg. Fachausweis, Fachmann Betriebsunterhalt ehemals Betriebspraktiker und Hilfspersonen. Sie sind verantwortlich für Gebäudekomplexe, Überbauungen oder mehrere, zusammenhängende Liegenschaften.

## Hausmeister in Frankreich
Französische concierges d’immeuble („Gebäude-Concierge“) sind wie deutsche Hausmeister in privaten, gewerblichen oder öffentlichen Objekten für die Ordnung, Sicherheit, Sauberkeit und Instandhaltung zuständig. Dafür sind handwerkliche Fähigkeiten wie auch soziale Eigenschaften nötig. Betreute Objekte können Büro- oder Wohnhäuser, Schulen, Studentenwohnheime, Betriebe usw. sein.